# Catacanthus incarnatus
Catacanthus incarnatus ist eine in Asien vorkommende Wanze (Heteroptera) aus der Familie der Baumwanzen (Pentatomidae).

## Merkmale
Die Wanzen erreichen eine Länge von 25 bis 30 mm Millimetern und haben eine schildartige Körperform. Der Kopf ist klein und glänzend grün gefärbt. Bei der Mehrzahl der Imagines sind Halsschild und das große Scutellum gelb. Das Corium der Vorderflügel ist ebenfalls gelb, die Membran schwarz. Die Hinterflügel sind graubraun, häutig und membranartig. Die Hinterleibsränder zeigen abwechselnd helle und dunkelblaue Streifen. Auffallend sind zwei große schwarze Flecke auf dem Corium sowie in der Regel zwei weitere auf dem Scutellum. Kopfabwärts wirkt das Zeichnungsmuster dadurch wie das Gesicht eines Menschen, weshalb die Art im englischen Sprachgebrauch als Man-faced Stink Bug (Wanze mit menschlichem Gesicht) bezeichnet wird. Beine und Fühler sind schwarz. Zuweilen treten auch weitere Farbvarianten auf, die die Grundfarben Orange, Rot oder Weißgelb zeigen. Die grellen Farben sowie die Flecke sind als Warnung für potentielle Fressfeinde zu verstehen.

## Vorkommen und Lebensraum
Catacanthus incarnatus ist in Pakistan, Indien, Sri Lanka, Bangladesch, Myanmar, Thailand, Malaysia, Indonesien, Kambodscha, Laos, Vietnam und China weit verbreitet und besiedelt dort in erster Linie lichte Wälder und Obstbaumplantagen, in denen sie zuweilen als Agrarschädling auftritt.

## Lebensweise
Catacanthus incarnatus ist eine polyphage Art und tritt oftmals in Anhäufungen von 300, gelegentlich von bis zu 500 Exemplaren an einzelnen Bäumen, beispielsweise an Cashewbäumen (Anacardium occidentale) auf. Die Wanzen saugen dabei den Saft aus den Cashewäpfeln, wodurch diese geschwächt und von Fruchtfliegen und Mikroben befallen werden. Dadurch wird die Weiterentwicklung der Früchte sowie eine Ernte der Nüsse unterbunden. Im indischen Bundesstaat Karnataka kam es dadurch zu erheblichen Ernteschäden. Auch Ölbäume (Olea), beispielsweise Olea dioica werden befallen. Ein Aufenthalt der Imagines an Flammenbäumen  (Delonix regia) wurde aus Maharashtra gemeldet.

## Trivia
In der Presse wurde ein Foto veröffentlicht, in dem der Fotograf eine Ähnlichkeit von Catacanthus incarnatus zum Gesicht und zur Haarfrisur von Elvis Presley zu erkennen glaubt und davon fasziniert bzw. ‚ganz aufgewühlt‘ (all shook up) war, wodurch er eine weitere Verbindung zum Rocksänger herstellte, der einst mit All Shook Up einen Nummer-eins-Hit landete. Solche Vergleiche sind zwar wissenschaftlich wertlos, haben jedoch den positiven Nebeneffekt, dass sich ein breites Publikum plötzlich für diese, sonst eher unbekannte Wanzenart interessiert.